# Новобогдановка (Николаевская область)
Новобогдановка (укр. Новобогданівка) — село в Николаевском районе Николаевской области Украины.
Население по переписи 2001 года составляло 936 человек. Почтовый индекс — 57160. Телефонный код — 512. Занимает площадь 3 км².

## Местный совет
57160, Николаевская обл., Николаевский р-н, пос. Радсад, ул. Мира, 5; тел. 51-81-61